# Pascal Behrenbruch
Pascal Behrenbruch (* 19. ledna 1985 Offenbach am Main, Hesensko, Západní Německo) je německý atlet, mistr Evropy v desetiboji z roku 2012.

## Sportovní kariéra
Prvního výraznějšího úspěchu dosáhl v roce 2006 na evropském šampionátu v Göteborgu, kde desetiboj dokončil na celkovém 5. místě (8 209 bodů). O rok později vybojoval na ME v atletice do 23 let v Debrecínu stříbrnou medaili, když prohrál pouze s Bělorusem Kravčenkem. Na Mistrovství světa v atletice 2009 v Berlíně si zlepšil osobní rekord na 8 439 bodů a obsadil 6. místo. Na následujícím světovém šampionátu v jihokorejském Tegu v roce 2011 skončil sedmý (8 211 bodů).
V roce 2012 vybojoval v Helsinkách titul mistra Evropy v desetiboji. Ve třech disciplínách (vrh koulí, hod diskem, skok o tyči) si vylepšil osobní rekordy a celkově získal 8 558 bodů. Na Letních olympijských hrách v Londýně již podobný výkon nezopakoval, když před závěrečným během na 1500 metrů figuroval na desáté pozici s počtem 7 430 bodů. V poslední disciplíně doběhl v čase 4:37,46 jedenáctý, za což obdržel 696 bodů a celkově obsadil 10. místo (8 126 bodů).
V roce 2013 zvítězil na vícebojařském mítinku v německém Ratingenu, kde se výkonem 8 514 bodů dostal do čela světových tabulek. Lepších výkonů později dosáhli na MS v atletice v Moskvě Michael Schrader z Německa (8 670) a světový rekordman, Američan Ashton Eaton (8 809). Behrenbruch skončil na MS jedenáctý.